# Vissenbjerg
Vissenbjerg es un pueblo danés perteneciente al municipio de Assens de la isla de Fionia, en la región de Dinamarca Meridional.
Tiene 3204 habitantes en 2016, lo que lo convierte en la tercera localidad más importante del municipio tras Assens y Glamsbjerg.
Se sitúa al sur de la autovía E20, a medio camino entre Odense y Middelfart.